# Сытин, Виктор Александрович
Виктор Александрович Сытин (1907—1991) — русский советский писатель, автор военной прозы, путевых очерков, научной фантастики; естествоиспытатель, изобретатель. Член Союза писателей СССР с 1941 года. Заслуженный работник культуры РСФСР (1973). Парторг Московской писательской организации СП РСФСР, один из ключевых организаторов осуждения Б. Пастернака

## Биография
Родился 2 (15) февраля 1907 года в Калуге. Отец — агроном. Дед по матери — В. И. Ассонов.

### Юность и занятия биологией
В автобиографическом повествовании «Человек из ночи» В. А. Сытин подробно рассказывает о своём жизненном опыте, который он набирал одновременно с развитием СССР. В школе пришлось учиться мало, что помешало в дальнейшем в процессе учёбы в университете. В ранней юности случайная встреча вместе с братом на лоне природы (правый берег в верховьях Дона у Галичьей горы) с интересным собеседником — как оказалось много позже, уже во время учёбы Сытина в университете, знаменитым профессором-ботаником Б. М. Козо-Полянским определила интерес Сытина к науке о живой природе, ставший основой для его поступления на биологический факультет Воронежского университета, унаследовавшего традиции Тартуского (Дерптского, Юрьевского) университета, который был переведён в Воронеж в годы Первой мировой войны. Студент Сытин был приглашён профессором Б. А. Келлером для помощи в подготовке микроскопных препаратов и проведении практикумов. На экзамене по общей ботанике, который вместо переводимого в Москву Келлера принимал Козо-Полянский, Сытин узнает своего первого наставника в биологии, а в конце встречи задаёт удивлённый вопрос относительно пессимистичности антипрогрессистских выводов профессора, сделанных им в книге «Сумерки жизни». Козо-Полянский заявляет об ошибочности тех выводов.
Осенью того же года биофак расформировывают. Его студентов распределяют по другим факультетам и вузам, и в числе пяти других Сытин оказывается на биологическом отделении физико-математического факультета Первого Московского государственного университета, который он окончил в 1930 году.
Для того, чтобы Сытин смог стать зоологом, профессор С. И. Огнёв даёт ему задание заниматься систематикой видов животных и их морфологией, а для этого работать над составлением описания пеночек по их шкуркам в Зоологическом музее Московского университета, но интерес к кабинетной работе у Сытина быстро угасает — он стремится к более активной деятельности. Тогда профессор П. А. Мантейфель с целью помощи созданному под Воронежем заповеднику командирует Сытина на должность практиканта или младшего егеря в Воронежский заповедник на реку Усманка для отлова бобров, сомневаясь в успехе дела из-за скрытного поведения животных. Опасения оправдываются, и Сытин даже получает серьёзную травму от падения на него подпиленного отлавливаемым бобром дерева. Местный егерь знакомит Сытина со старинной легендой о бобре-оборотне (монахе, утопившемся от любви в красавицу Усму, давшую название реке и ставшую на ней русалкой), и помимо научных отчётов Сытин публикует научно-популярные заметки о бобрах, на чём его карьера зоолога закончилась. Началось увлечение изучением неба, авиацией, воздухоплаванием и их применением в экономике. Увлечение авиацией началось с случайного полёта платным пассажиром над Москвой по объявлению «Добролёта», совершённого после возвращения из заповедника.
О работе Сытина зоологом-охотоведом говорят и другие авторы.

### Экспедиция к месту падения Тунгусского метеорита под руководством Л. А. Кулика
В 1928 году участвовал в одной из экспедиций Л. А. Кулика к месту падения Тунгусского метеорита. В сентябре 1928 года, вернувшись в Ленинград для получения в президиуме Академии наук у В. И. Вернадского финансирования продолжения экспедиции, столкнулся с трудностями, но получил помощь после встречи с корреспондентом и публикации в «Красной газете» серии очерков об экспедиции Кулика, который остался в тайге с одним рабочим. После затруднений в академии, обратившись, по совету Кулика, в Совнарком, добился финансовой помощи для продолжения и усиления экспедиции, которая, правда, так и не нашла макроскопических остатков метеоритного вещества. Их отсутствие и при последующих экспедициях вызвало в дальнейшем среди учёных гипотезы о взрыве и таянии в районе Тунгуски кометного ядра, а не каменного или железного метеорита. Детальный отчёт о тунгусских изысканиях Сытин опубликовал в журнале «Природа и люди» (1929, вып. 2, С. 1-56) и посвятил экспедиции и личности её руководителя главу «Я любил его» книги «Человек из ночи». Первая книга Сытина — «В тунгусской тайге» — содержит его дневниковые записи впечатлений от путешествий с Л. А. Куликом, а предисловие к ней написал весьма уважаемый в те годы человек — занимавшийся среди прочего вопросами метеоритики учёный и революционер Н. А. Морозов, с которым Сытин познакомится лично намного позже — во время «первой в мире Всесоюзной конференции по изучению стратосферы», где Морозов выступал по вопросам влияния взрывов метеоритов на процессы в верхних слоях атмосферы.

### Пионерские работы в области авиационной химизации сельского хозяйства и археологического наблюдения с воздуха
В конце 1920-х и начале 1930-х годом занимался исследованием авиационных методов борьбы с саранчой и другими насекомыми-вредителями, в ходе апробации этих методов участвовал во многих экспедициях по Дальнему Востоку, Центральной Сибири, Казахстану, Средней Азии, Европейской части России сначала как исследователь (энтомолог-токсиколог) Научно-исследовательской лаборатории отравляющих веществ (НИЛОВ) Наркомзема СССР, а затем как летнаб — лётчик-наблюдатель, отыскивавший скопления сельхоз. вредителей до их нападений на поля в Средней Азии и Азербайджане для уничтожения насекомых с воздуха составами, разработанными лабораторией под руководством будущего президента Академии наук А. Н. Несмеянова, гипотезы которого о механизмах действия ядов на грызущих и сосущих насекомых были независимо выдвинуты и подтверждены в опытах Сытина. Ещё одним важным для работ Сытина лицом в лаборатории был инженер Г. И. Коротких, также автор работ по химизации сельского хозяйства и создатель (вместе со Степановым) одного из первых «аэропылов» — авиационных опылителей. Работы НИЛОВ положили начало «нетранспотрному» применению авиации в народном хозяйстве — «авиаметоду». Наряду с уничтожением вредителей сельскохозяйственных и лесных культур была проведена обработка источников развития личинок малярийного комара в районах, эндемичных по малярии. Разработаны основы авиационного внесения удобрений и авиационной таксации леса.
В ходе среднеазиатских авианаблюдений Сытин впервые обнаружил скопления саранчи на дальних подступах к сельхозугодьям, первым обнаружил ранее неизвестные оазисы, которые можно было использовать в том числе как источники запасов воды в случае экстренной посадки самолётов, а также первым наблюдал с самолёта руины крупных древних городов (городище Мерв в районе современного Мары в Туркменистане, о котором Сытин узнал в экспедиции от крупнейшего специалиста по насекомым-вредителям, объездившего Среднюю и Переднюю Азию Н. С. Щербиновского, тогда — главного энтомолога туркменского республиканского штаба по борьбе с саранчой) с развитыми оросительными системами в пустынях Средней Азии в районе реки Зеравшан, выдвинув гипотезу об опустынивании как следствии гибели древних поселений. Он считал себя пионером авиационных наблюдений в археологии. Сытин также верно объяснил наличие оазисов в пустыне подтверждённым позднее другими учёными подпочвенным течением Зеравшана, но не закрепил свой научный приоритет, не реализовав замыслы публикаций, предложенных ему по результатам исследований главным редактором журнала «Всемирный следопыт» В. А. Поповым.
Первое обнаружение дикорастущих растений, на которых сельскохозяйственные вредители откладывают яйца (бабочка-шашечница Melitaea didyma — вредитель подсолнечника, гусеницы которой выводились, как установил Сытин, на мыльнянке или мыльнике (возможно, точнее — льнянке)) он совершил ещё в 16-летнем возрасте, работая подсобником в совхозе «Никольское» под Воронежем-на-Дону и готовясь к поступлению в университет экстерном. Написанным юношей отчётом заинтересовался местный агроном, который затем пошлёт его «статью» одному петербургскому энтомологу. Заметку последнего о новом научном факте без упоминания себя как автора открытия Сытин увидит через год, уже став студентом, в разделе хроники «Энтомологического обозрения» и испытает разочарование от того, что недобросовестность может быть свойственна и учёным.

### Работа по исследованию стратосферы, развитию авиации и теоретической космонавтики

#### Осоавиахим и стратосферные исследования
Работа, в которой участвовал Сытин, по усилению роли авиации в экономике не прервалась с решением задач организации полётов на малых высотах. Когда в 1930-е гг. в СССР стали проводить с земли и с воздуха исследования более высоких слоёв атмосферы — в частности, стратосферы, он подключился и к ним. Он работал вместе в области аэрологии, в частности, в контакте с профессором П. А. Молчановым, создателем первого радиозонда для исследования состояния верхних слоёв атмосферы. Исследование состояния потоков воздуха там было необходимо для развития методов и повышения точности прогнозирования погоды, а научно обоснованные прогнозы погоды становились необходимыми для обеспечения хозяйственной деятельности и безопасности на земле, как и для становления высотной авиации, внёсшей вместе с беспилотным аэрозондированием и воздухоплаванием на стратостатах свой вклад в аэрологические исследования. Об этом Сытин рассказывает в главе «Невидимые ураганы» своих воспоминаний «Человек из ночи».
В середине 1930-х годов по предложению председателя созданного в 1934 г. Стратосферного комитета (официально — Комитета по изучению стратосферы) Центрального совета Осоавиахима СССР, работавшего вместе со Стратосферной комиссией Академии наук СССР — П. С. Дубенского — Сытин стал заместителем председателя (по основной должности Дубенский был тогда одновременно заместителем начальника Военно-воздушной академии им. Н. Е. Жуковского). В 1937 году руководил стратосферной экспедицией, отрабатывавшей некоторые новые методы определения скоростей ветра, температуры, давления и т. п. на высотах, в том числе предложенные им относительно простые методы «искусственных облаков» и «искусственных метеоритов», методику автоматического фотографирования на высотах и т. д. Идеи «искусственных облаков» и «искусственных метеоритов» базировались на принципах запусков радиозондов, отличаясь оптическим диапазоном наблюдений потоков воздуха. Так, метод «искусственных облаков» основывался на наблюдениях за распространением дыма из печных труб в ясную погоду и состоял в запуске на подвеске к воздушному шару сосуда с дымовой шашкой, инициируемой горением бикфордова шнура на большой высоте с отслеживанием и фиксацией направления и скорости распространения дыма от шашки через теодолиты. Для создания «искусственных метеоритов» с целями световых наблюдений движения потоков воздуха Сытин предложил использование вместо дымовых шашек осветительных снарядов, также подвешенных к воздушным шарам. Этими методы дополнялись исследования П. А. Молчанова, который воспринимал их как конкурирующие. По делам экспедиции встречался с будущим президентом Академии наук СССР С. И. Вавиловым, тогдашним директором Физического института имени П. Н. Лебедева АН СССР и председателем Комиссии по изучению стратосферы Академии наук.
Осоавиахим занимался высотным воздухоплаванием, запуском стратостатов, и Сытин участвует в запуске стратостата «Осоавиахим-1», полёт которого закончился трагически из-за, по мнению, в частности, аэролога П. А. Молчанова, непредсказуемых тогда больших ветровых нагрузок в стратосфере — «невидимых ураганов».

#### Ракетная техника. Циолковский и Королев
Работая в Осоавиахиме, Сытин познакомился и многократно встречался с К. Э. Циолковским, участвовал в организации постройки опытных конструкций ракет и скафандров, в пропаганде идей Циолковского и издании его трудов.
Осоавиахим занимался и развитием ракетной, реактивной техники. Работа в Осоавиахиме привела Сытина и к знакомству с будущим Генеральным конструктором ракетно-космических систем СССР С. П. Королёвым, ранее начальником ГИРДа, а во время предвоенного знакомства с Сытиным — заместителем начальника РНИИ, воплощавшим на практике идеи Циолковского. Незадолго до Всесоюзной конференции по изучению стратосферы в Стратосферный комитет из Военно-научного комитета Осоавиахима передали организационно-массовый отдел ГИРД, на основе которого образуется секция изучения реактивного движения Стратосферного комитета; сотрудники Королева по ГИРД становятся «общественной основой» секции, а также в ведение комитета переводят из ГИРД курсы инженеров-конструкторов, и тогда Сытин просит помощи у Королева в налаживании дела. Королев же даёт положительную рецензию на книгу Сытина «Стратосферный фронт».
Сытин пишет научно-популярные статьи и рецензии на книги о развитии ракетной техники, где осуждает работы, необоснованно преувеличивавшие тогдашние технические достижения ракетостроителей и слишком приближавшие время будущих космических полётов, как например, публикации популяризатора науки Я. И. Перельмана (о чём впоследствии жалел), и отмечает как безупречные труды С. П. Королева.
После роспуска Стратосферного комитета в предвоенные годы Сытин перестаёт работать в практической авиации. Он становится заместителем редактора журнала «Гражданская авиация» и выпускает книги (в 1930-х гг. — четыре названия), в основном об авиации и её людях, на основании чего в 1941 г. генеральный секретарь Союза писателей СССР А. А. Фадеев предложит ему вступить в Союз писателей, когда Сытин придёт к Фадееву в кабинет пригласить выступить в числе других писателей на курсах военных корреспондентов, которые он вместе с другими молодыми литераторами организовал в тот год в Центральном доме журналистов. Однако Сытин решает подождать для вступления в профессиональную писательскую организацию выхода ещё двух своих книг и вступает в Союз лишь несколько месяцев спустя, уже в начале Великой Отечественной войны, представив восемь своих небольших книг. С Фадеевым и его старым знакомым по годам предшествовавшей борьбы с Японией — знатоком местной природы пожилым удэгейцем, ставшим героем романа «Последний из удэге» Сытин знакомится раньше, на Дальнем Востоке во время своего участия в экспедиции по аэротаксации (хозяйственной оценке с самолёта) приамурского леса, в которой он принимает участие для оценки и описания нового тогда метода.

### Дальнейший жизненный путь

#### Великая Отечественная война
Участник Великой Отечественной войны, был политработником — сотрудником фронтовой газеты, как многие профессиональные писатели того времени (газеты 59-й армии Волховского, а затем 1-го Украинского фронтов «На разгром врага»). В Союз писателей вступает в начале войны по призыву А. А. Фадеева, сообщившего о решении послать писателей во фронтовые газеты, чтобы «к штыку приравнять перо».
В разделе «Великая Отечественная» своей книги «Человек из ночи» пишет о тяжёлом впечатлении от поражений первых месяцев войны. При возвращении в Москву из военной командировки под Ростов-на-Дону в октябре 1941 г. узнаёт об угрозе захвата столицы врагом и беспорядочной эвакуации и беспорядке в работе многих учреждений, в частности, Союза писателей СССР. Активно участвует в наведении порядка в них, в частности — в обеспечении питанием в столовой Центрального дома литераторов нуждавшихся пожилых писателей вместо устроенных там директором обеспеченных знакомых и эвакуации в тыл их и семей писателей-фронтовиков. Для урегулирования этих вопросов, а также сохранения имущества Союза, в том числе рукописей, становится участником недолго просуществовавшего специально созданного тогда Московского бюро Союза писателей. В Москве в составе бюро вместе с писателем В. Г. Лидиным и ректором Литературного института Г. С. Федосеевым организует и проводит творческие встречи писателей с работниками заводов для поднятия боевого духа граждан.

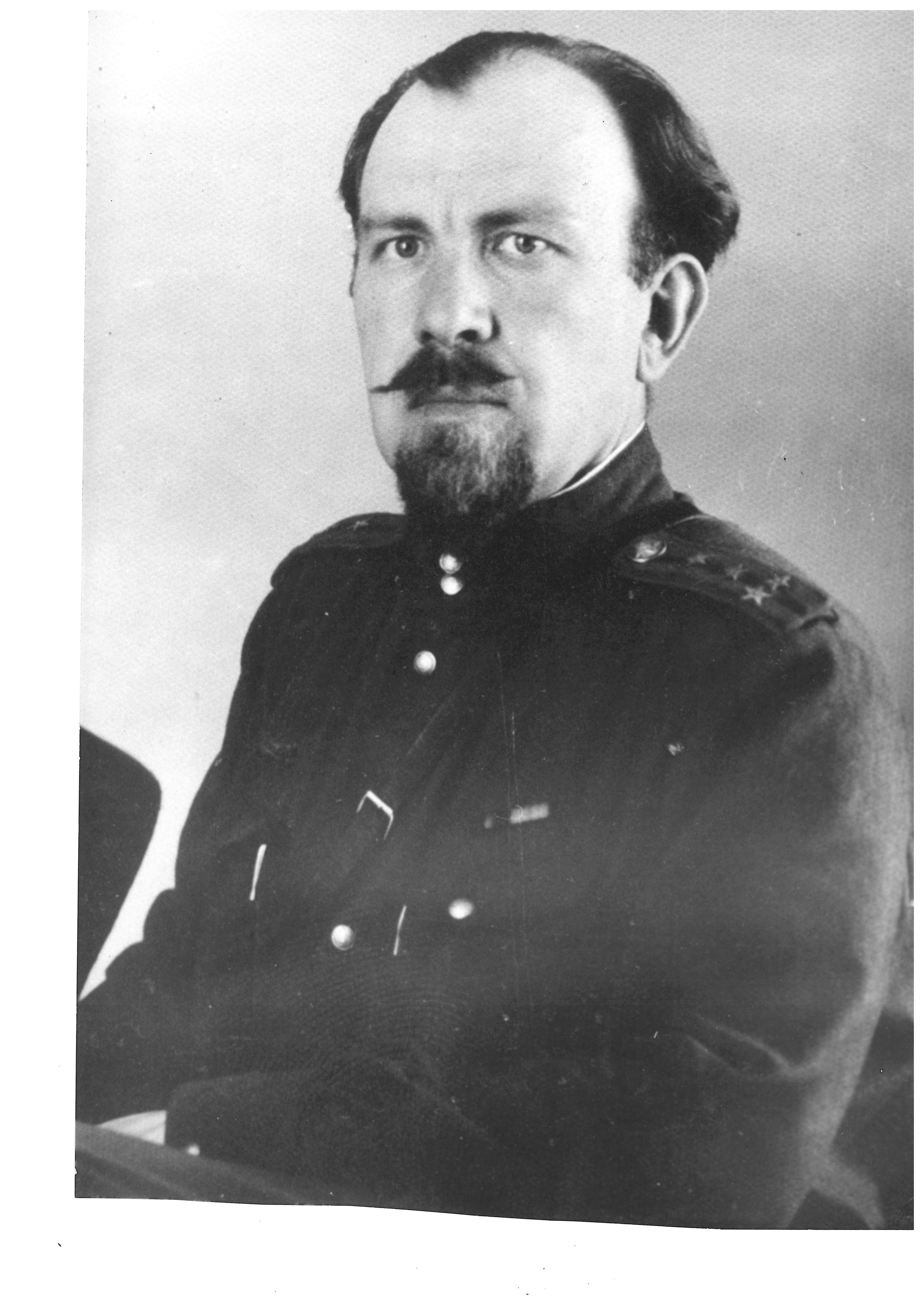

Со 2-го октября 1942 г. воевал на Волховском фронте в составе 59-й армии, наблюдавшей выход из окружения остатков соседней разгромленной 2-й ударной армии фронта после пленения немецкой армией и перехода на её сторону генерала Власова, предательский поступок которого считался, по словам Сытина, ответственным за неудачу тогдашней попытки прорыва блокады Ленинграда и продолжение страдания его жителей. Был ранен в голову и контужен при переходе между подразделениями в районе Званки, использовавшейся немецкой армией бывшей усадьбы Г. Р. Державина на берегу реки Волхов, вызвавшись в отсутствие связи у командующего пойти за резервом. Незадолго до ранения знакомится в боевых условиях на фронте со служившим там в качестве главного терапевта 59-й армии профессором-медиком Б. Е. Вотчалом, создателем клинической фармакологии в России, который рвался на помощь многочисленным раненым 2-й ударной армии в чрезвычайно опасное место её разгрома, но командующий армией И. Т. Коровников приказывает готовиться к приёму раненых и больных оттуда во втором эшелоне 59-й армии. Сытин знакомится с Вотчалом, когда профессор и офицер не мог сдержать слёз от бессилия, видя гибель нескольких подряд советских ночных бомбардировщиков У-2, сбитых «Мессершмиттом». Вблизи госпиталя, находившегося в лесу недалеко от места боёв, Сытин поражается мужеству находившихся там раненых, которые сдерживали стоны, чтобы избежать демаскировки лечебного учреждения. Вотчал в госпитале сообщает писателю, что узнал от больных из соседней палатки о предполагаемой гибели Сытина от ранения и обрадовался, что опасения не оправдались. Вскоре проф. Б. Е. Вотчал был назначен главным терапевтом фронта, а потом главным терапевтом всей Советской Армии, и Сытин тепло вспоминает также о послевоенных встречах с ним и о хорошо подготовленных им студентах-медиках, вспоминавших глубину познаний и педагогический дар своего учителя.
В 1942 году Сытин вступил в КПСС. Во время боёв за освобождение Новгорода помимо политико-просветительской работы получил поручение от командования, стремившегося не допустить разрушения древних зданий — памятников культуры и убедившего во время позиционных боёв не обстреливать Новгородский кремль, хотя из него вёлся огонь тяжёлой немецкой артиллерии, разведать состояние обстреливаемой противником церкви Спаса на Нередице и стал свидетелем её утрат и стремления простых солдат сохранить для будущего уцелевшие фрагменты произведения искусства.
В составе 59-й армии Волховского, а затем — после освобождения Ленинграда от блокады — 1-го Украинского фронта прошёл весь путь армии до Праги.

#### Послевоенное время
В послевоенное время работал главным редактором «Профиздата», Политвещания Всесоюзного радиокомитета, заместителем главного редактора издательства «Советский писатель», с 1962 по 1986 год — заместителем главного редактора Госкино. Член Союза кинематографистов СССР. Инициатор создания и председатель Совета ветеранов войны и труда писателей Москвы.
В издательстве «Советский писатель» приходилось обсуждать и решать с коллегами сложные вопросы сочетания экономики и творчества, например, издания современной драматургии, не обещавшей больших тиражей и соответствующей прибыли, как например киносценарии режиссёра А. Довженко.
В составе делегаций советских кинематографистов (таких как режиссёр Эльдар Рязанов и актриса Алла Ларионова) и писателей многократно выезжал с культурными миссиями для представления новых произведений отечественного искусства и знакомства с образцами современного местного искусства в западноевропейские страны (прежде всего Францию, где, судя по его воспоминаниям, свободно общался с местными трудящимися) и страны Азии (Ирак, Египет), Африки (Египет, Мали, Сенегал, Гвинея, Гамбия) и Латинской Америки (Бразилия). Был хорошо знаком по делам киноиндустрии с режиссёрами Рене Клеманом (Франция), Сембеном Усманом (Сенегал), Юсефом Шахином (Египет), а также критиком Жаном Шницером. В Египте занимался в составе советской делегации организацией съёмок Юсефом Шахином советско-египетского фильма о возведении советскими гидростроителями и египетскими рабочими уникальной Асуанской плотины на реке Нил «Люди на Ниле» — крупного гидротехнического сооружения, призванного регулировать разливы реки и дать в предсказуемых объёмах как воду для орошения сельскохозяйственных угодий, так и электроэнергию для развития страны. В ходе зарубежных поездок встречался и с видными предпринимателями в области средств массовой информации, такими как бразильцы Ф. Асис-Шатобриан и Данте Анкона Лопец.
В Московской организации Союза писателей СССР в качестве секретаря первичной организации КПСС вместе с товарищами по организации занимался психологической, воспитательной работой в среде писателей, уходивших в запой или испытывавших иные личные или семейные проблемы, чтобы помочь им вернуться к творчеству и нормальной жизни.

###### Организация осуждения Б. Пастернака
В. Сытин, будучи парторгом Московской писательской организации, был одним из ведущих исполнителей при подготовке совместного Постановления президиума правления Союза писателей СССР, бюро оргкомитета Союза писателей РСФСР и президиума правления Московского отделения Союза писателей РСФСР от 27 октября 1958 года об исключении Б. Пастернака из Союза писателей СССР.
Через несколько дней В. Сытин в этом же качестве партийного функционера совместно с руководителем Московского отделения СП РСФСРС. С. Смирновым по директиве из отдела культуры ЦК КПСС, которым руководил Д. А. Поликарпов обеспечил всестороннюю организационную подготовку известного собрания писателей 31 октября 1958 года, включая подбор выступающих, которые единодушно осудили Б.Пастернака как клеветника на социалистический строй, пособника Запада, человека идеологически враждебного советскому обществу. В резолюции собрания было одобрено ранее вынесенное решение президиумов писательских организаций об исключении поэта из рядов советских писателей, а также содержалось требование к правительству о его высылке из СССР.
Сытин в мемуарах, изданных в 1982 г., высоко оценивает партийное руководство и гуманитарную эрудицию Д. А. Поликарпова, бывшего сначала оргсекретарем правления Союза писателей, затем одним из руководителей Московского городского комитета КПСС, а в конце карьеры — заведующим Отделом культуры ЦК КПСС Судя по этой оценке бывшего начальника Д. Поликарпова, главного организатора осуждения Пастернака, чьи указания он выполнял, Сытин нисколько не сожалел о содеянном.
Скончался в 1991 году в Москве.
Жена — сценарист Татьяна Григорьевна Сытина (1915—1966).
Награждён орденами Отечественной войны I и II степени, Красной Звезды, «Знак Почёта», медалями К. Э. Циолковского, С. П. Королёва и Ю. А. Гагарина, званием «Заслуженный работник культуры РСФСР» (14 мая 1973).

## Литературное творчество
Первые очерки и рассказы, появившиеся в 1928 году, описывают впечатления Сытина от экспедиции по поиску Тунгусского метеорита. Этой же теме посвящён и его первый роман «В тунгусской тайге» (1929).
Автор книг «Завоеватели высот» (1939), «Атака с воздуха» (1941), «А. В. Суворов» (1942), книги путевых очерков «Совсем немного Парижа» (1962), «Путешествия» (1969), публикаций в журналах «Всемирный следопыт», «Вокруг света», «Техника-молодёжи» и других изданиях.
Написал также научно-фантастическую повесть «Покорители вечных бурь» (1952; отдельное издание — 1955), выдержанную в традициях фантастики «ближнего прицела». Повесть рассказывает о внедрении в советское народное хозяйство нового источника энергии — «стратосферных электрических станций».
Произведения Сытина переведены на английский, болгарский, венгерский, монгольский, немецкий, польский, сербско-хорватский, словацкий, французский, чешский, японский языки.

## Награды
- орден Отечественной войны 1-й степени (11.03.1985)
- орден Отечественной войны 2-й степени (12.04.1945)
- орден Красной Звезды (06.11.1943)
- орден «Знак Почёта» (24.02.1967)
- медали

## Публикации
- Сытин В. За тунгусским метеоритом // На суше и на море. — 1929. — № 1.
- Сытин В. В поисках метеорита // Знание-сила. — 1929. — № 2.
- Сытин В. В бобровой стране : очерк // Всемирный следопыт. — 1929. — № 5.
- Сытин В. Охотники за степями : очерк // Вокруг света. — 1930. — № 1.
- Сытин В. Четырехкрылый зверь : очерк // Вокруг света. — 1930. — № 6.
- Сытин В. Кедры молотят : очерк // Вокруг света. — 1930. — № 11.
- Сытин В. А. Стратосферный фронт. Как и зачем изучают и завоевывают стратосферу / Под ред. пред. Стратосферного ком-та ЦС Осоавиахима СССР П. С. Дубенского. — М.: Онти. Глав. ред. науч.-попул. и юношеской лит., 1936. — 117 с.
- Сытин В. Завоеватели высот [Полёты в стратосферу] : Очерк. — М.: Детиздат, 1939.
- Сытин В. Атака с воздуха. — М.: Гос. изд. детской лит., 1941. — 91 с. — (Военная библиотека школьника).
- Сытин В. Герой Советского союза капитан А. Антоненко. — М.: Молодая Гвардия, 1941. — 21 с. — (Герои Отечественной войны).
- Сытин В. Изобретатель сверхпулемёта Б. Г. Шпитальный. — М.: Молодая Гвардия, 1941. — 101 с.
- Сытин В. А. В. Суворов. — М.: Госкиноиздат, 1942.
- Сытин В. Бизнес мистера Микста : рассказ // Техника-молодёжи. — 1949. — № 7.
- Сытин В. Покорители вечных бурь : повесть // Техника-молодёжи. — 1952. — № 4—11.
- Сытин В. А. Покорители вечных бурь. — М.: Детгиз, 1955. — 125 с. — 30 000 экз.
- Сытин В. Совсем немного Парижа. — 1962. — 159 с.
- Сытин В. Путешествия. Очерки. — М.: Советский писатель, 1969. — 287 с. Содержание: Путешествие за метеоритом; Аргентинские записки; Встреча с Бразилией; У самого Лигурийского моря; Из парижских заметок; Новая Варшава; Страна Утреннего Спокойствия.
- Сытин В. Париж — город разный : Очерки. — М.: Советский писатель, 1973. — 247 с. (см. отрывок здесь)
- Сытин В. Тропа кулика // Вокруг света. — 1975. — № 9.
- Сытин В. Несостоявшиеся открытия // На суше и на море. — 1976.
- Сытин В. Пути и встречи : очерки и рассказы. — М.: Советский писатель, 1976. — 316 с.
- Сытин В. Люди среди людей : рассказы и очерки. — М.: Советский писатель, 1980.
- Сытин В. Человек из ночи : Рассказы, очерки. — М.: Советский писатель, 1982. — 463 с.
- Сытин В. Что там, за поворотом : Рассказы. — М.: Советский писатель, 1985.
- Сытин В. Избранное : Рассказы, очерки. — М.: Советский писатель, 1987. — 525 с. Содержание: Разделы: Каждый бывает однажды молодым; Война; Друзья писатели; Люди и жизнь на другом берегу